# Serapias strictiflora
Serapias strictiflora is een Europese orchidee. Het is een zeldzame soort van het westelijke Middellandse Zeegebied en het zuiden van Frankrijk.
De plant dankt zijn naam aan zijn voor het geslacht smalle bloemen.

## Naamgeving enetymologie
- [[[Synoniem (plantkunde)|Synoniem]]en: Serapias mauretanica Schltr. (1923), Serapias "nova" Sundermann (1980) nom. nud., Serapias gracilis C.A.J. Kreutz (1989)
- Frans: Sérapias à fleurs raides

De botanische naam Serapias is ontleend aan de Egyptische god Serapis. De soortaanduiding strictiflora is afkomstig van het Latijnse strictus (smal) en flos (bloem), vanwege de in verhouding smalle bloemlip.

## Kenmerken

### Plant
S. strictiflora is een fijngebouwde, 10 tot 30 cm hoge overblijvende geofyt. De groene bloemstengel draagt tot zeven bladeren en een lange, ijle aar met één tot vijf bloemen.

### Bladeren
De bladeren zijn lijnlancetvormig, met een langgerekte punt, schuin afstaand tot aanliggend, gootvormig, het bovenste zelden tot aan de bloeiaar reikend, naar boven toe overgaand in rode schutbladen, die iets langer zijn dan de helm van de bloem.

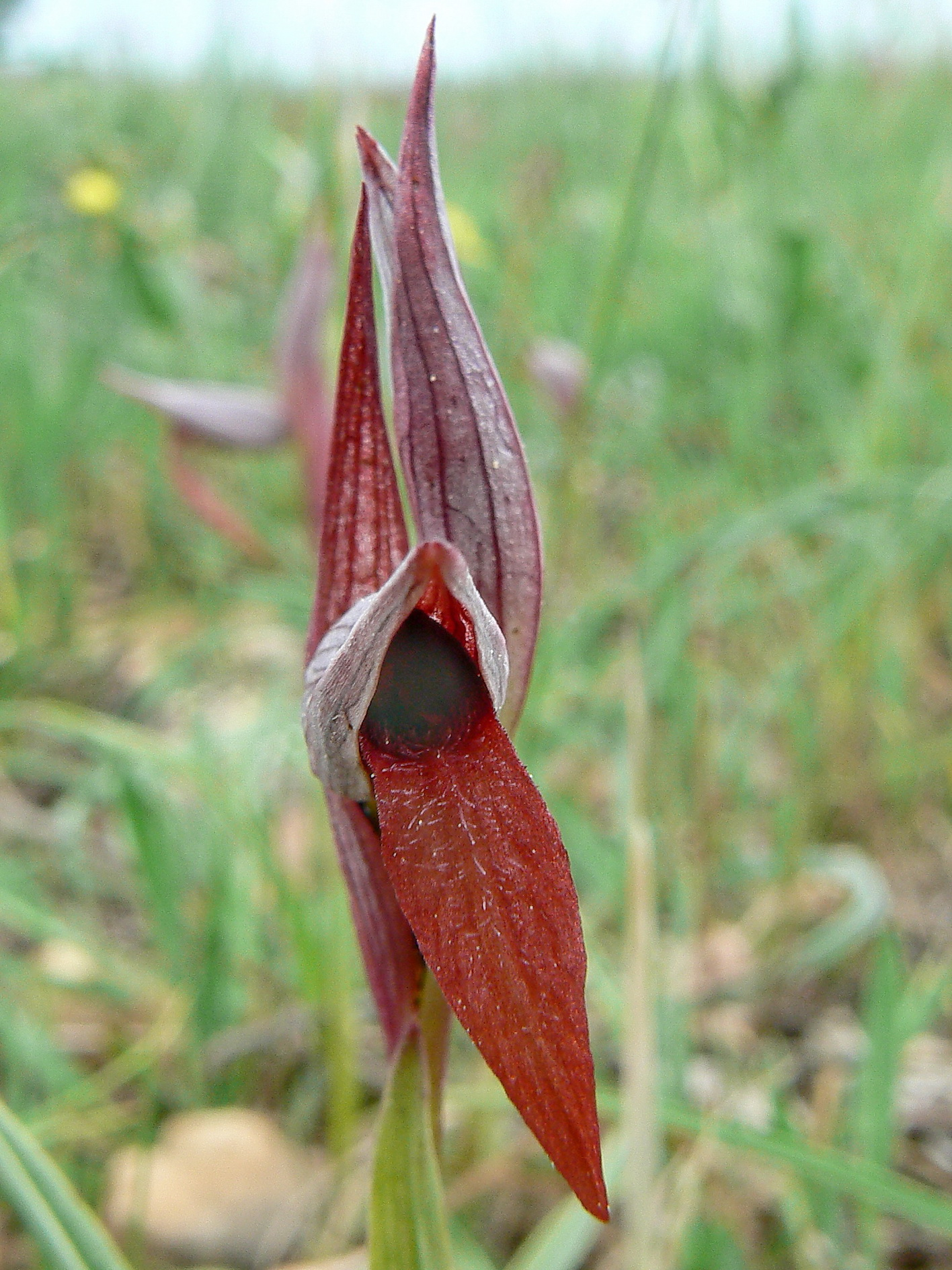
detail bloem

### Bloemen
De bloemen zijn klein voor een tongorchis, met een horizontale of bijna horizontale, grijs-violette en roodgeaderde helm, gevormd door de weinig gefuseerde lancetvormige kelkbladen en bovenste kroonbladen. De kroonbladen zijn langgerekt druppelvormig met een spitse top.
De lip bestaat uit twee delen. De hypochiel is tot 13 mm lang en 14 mm breed, afgerond rechthoekig tot ovaal, opgerold, met laterale lobben die volledig onder de helm verborgen liggen, en draagt een karakteristieke verdikte, donkere, van een diepe voor voorziene callus, met aan de basis twee uitstekende, donker violette, bijna parallel lopende lamellen. De epichiel is lang en small, tot 16 mm lang en 6 mm breed, lancetvormig tot smal driehoekig, afhangend of naar voor gericht, roodbruin tot purper gekleurd, en met een dichte, donkere beharing bezet.
De bloeitijd is van april tot mei.

## Habitat
S. strictiflora prefereert kalkrijke tot licht zure gronden op zonnige of licht beschaduwde plaatsen, zoals droge tot vochtige graslanden, open plaatsen in garrigues en maquis en lichte bossen. In de bergen komt de soort voor tot op hoogtes van 200 m.

## Verspreiding en voorkomen
S. strictiflora kent een West-mediterraanse-Atlantische verspreiding, van Marokko en Algerije tot zuidelijk Spanje en Portugal, en het zuiden van Frankrijk (Var, Alpes-Maritimes en Corsica). Ze is zeldzaam, maar kan lokaal abundant optreden.
De populaties uit Zuid-Frankrijk worden door sommige auteurs tot een aparte soort, Serapias gregaria, gerekend.

## Verwante en gelijkende soorten
S. strictiflora kan door zijn kleur en vorm enkel verward worden met andere soorten uit hetzelfde geslacht. Hij kan van de meeste tongorchissen onderscheiden worden door de fijne, slanke habitus en de smalle, donkere bloemlip bezet met donkere haren.

## Bedreiging en bescherming
S. strictiflora wordt in Frankrijk nog niet beschermd.
S. aphroditae · 
S. apulica · 
S. atlantica · 
S. bergonii · 
S. carica · 
S. cordigera (Brede tongorchis) · 
S. cossyrensis · 
S. cycladum · 
S. elsae · 
S. feldwegiana · 
S. gregaria · 
S. ionica · 
S. istriaca · 
S. levantina · 
S. lingua (Gewone tongorchis) · 
S. lorenziana · 
S. neglecta (Vergeten tongorchis) · 
S. nurrica · 
S. orientalis · 
S. olbia · 
S. parviflora (Kleine tongorchis) · 
S. patmia · 
S. perez-chiscanoi · 
S. politisii · 
S. stenopetala · 
S. strictiflora · 
S. vomeracea (Lange tongorchis)